# 가마타리촌
가마타리촌(鎌足村)은 지바현 기미쓰군에 설치되었던 촌이다. 현재의 기사라즈시 중부에 해당한다. 후지와라노 가마타리의 이름을 땄다.